# Peromyscus
Peromyscus (Gloger, 1841) è un genere di roditori della famiglia dei Cricetidi comunemente noti come topi cervini o topi dai piedi bianchi.

## Descrizione

### Dimensioni
Al genere Peromyscus appartengono roditori di piccole e medie dimensioni, con lunghezza della testa e del corpo tra 70 e 170 mm, la lunghezza della coda tra 40 e 205 mm e un peso fino a 110 g.

### Caratteristiche craniche e dentarie
Il cranio è delicato e presenta un rostro lungo e sottile, una regione inter-orbitale stretta, le creste sopra-orbitali poco sviluppate, i fori palatali lunghi e una bolla timpanica leggermente rigonfia. I molari sono piccoli, hanno la corona bassa, hanno quattro file di coppie di cuspidi, i superiori forniti di tre radici mentre quelli inferiori di due.
Sono caratterizzati dalla seguente formula dentaria:

### Aspetto
L'aspetto è quello di un piccolo topo ricoperto di una pelliccia molto soffice e densa. Le parti dorsali variano dal grigiastro, color sabbia al nerastro o marrone scuro, mentre le parti ventrali sono bianche, con la base dei peli grigia. Il muso è appuntito, gli occhi sono grandi. Le orecchie sono relativamente grandi e ricoperte di peli. I piedi sono lunghi e moderatamente larghi, le piante sono provviste di 6 tubercoli. La coda può variare da circa un terzo a più della lunghezza della testa e del corpo, è rivestita di anelli di scaglie, parzialmente nascoste da corti peli e talvolta termina con un ciuffo di lunghi peli. Le femmine hanno 2-3 paia di mammelle.

## Distribuzione
Si tratta di roditori terricoli ampiamente diffusi nel Continente americano, dal Canada fino al Nicaragua.

## Tassonomia
Il genere comprende 63 specie.
- Peromyscus aztecus Group
  - Peromyscus aztecus
  - Peromyscus hylocetes
  - Peromyscus spicilegus
  - Peromyscus winkelmanni
- Peromyscus boylii Group
  - Peromyscus beatae
  - Peromyscus boylii
  - Peromyscus carletoni
  - Peromyscus kilpatricki
  - Peromyscus levipes
  - Peromyscus madrensis
  - Peromyscus schmidlyi
  - Peromyscus simulus
  - Peromyscus stephani
- Peromyscus californicus Group
  - Peromyscus californicus
- Peromyscus crinitus Group
  - Peromyscus crinitus
- Peromyscus eremicus Group
  - Peromyscus caniceps
  - Peromyscus dickeyi
  - Peromyscus eremicus
  - Peromyscus eva
  - Peromyscus fraterculus
  - Peromyscus guardia
  - Peromyscus interparietalis
  - Peromyscus merriami
  - Peromyscus pembertoni
  - Peromyscus pseudocrinitus
- Peromyscus furvus Group
  - Peromyscus furvus
  - Peromyscus mayensis
- Peromyscus hooperi Group
  - Peromyscus hooperi
- Peromyscus leucopus Group
  - Peromyscus gossypinus
  - Peromyscus leucopus
- Peromyscus maniculatus Group
  - Peromyscus arcticus
  - Peromyscus gambelli
  - Peromyscus keeni
  - Peromyscus maniculatus
  - Peromyscus melanotis
  - Peromyscus polionotus
  - Peromyscus sejugis
  - Peromyscus sonorensis
- Peromyscus megalops Group
  - Peromyscus megalops
  - Peromyscus melanurus
- Peromyscus melanophrys Group
  - Peromyscus mekisturus
  - Peromyscus melanophrys
  - Peromyscus perfulvus
- Peromyscus mexicanus Group
  - Peromyscus gardneri
  - Peromyscus grandis
  - Peromyscus guatemalensis
  - Peromyscus gymnotis
  - Peromyscus mexicanus
  - Peromyscus stirtoni
  - Peromyscus yucatanicus
  - Peromyscus zarhynchus
- Peromyscus truei Group
  - Peromyscus attwateri
  - Peromyscus bullatus
  - Peromyscus difficilis
  - Peromyscus gratus
  - Peromyscus nasutus
  - Peromyscus truei
- Incertae Sedis
  - Peromyscus melanocarpus
  - Peromyscus ochraventer
  - Peromyscus pectoralis
  - Peromyscus polius
  - Peromyscus sagax
  - Peromyscus slevini